# Kysucký Lieskovec
Kysucký Lieskovec és un poble i municipi d'Eslovàquia que es troba a la regió de Žilina, al centre-nord del país. El 2011 tenia 2.349 habitants.

## Història
La primera menció escrita de la vila es remunta al 1438.

## Demografia
| Godina             | 1994 | 2004   | 2014   | 2024   |
| ------------------ | ---- | ------ | ------ | ------ |
| Nombre de persones | 2248 | 2267   | 2340   | 2322   |
| Diferència         |      | +0,84% | +3,22% | −0,76% |

| Godina             | 2023 | 2024   |
| ------------------ | ---- | ------ |
| Nombre de persones | 2352 | 2322   |
| Diferència         |      | −1,27% |